# Confrontos entre Flamengo e Santos no futebol
Flamengo e Santos são dois clubes brasileiros que disputam um importante clássico interestadual (Rio de Janeiro versus São Paulo) do futebol brasileiro.

## História
A primeira partida entre Flamengo e Santos, ocorrida no dia 4 de julho de 1920 na Vila Belmiro, em Santos, terminou com goleada santista por 6 a 0. Já a primeira partida oficial foi disputada no Estádio do Pacaembu, em 9 de fevereiro de 1952 (válida pelo Torneio Rio-São Paulo de 1952), e novamente terminou com goleada do Santos, dessa vez por 4 a 1.

## Outras estatísticas

### Campeonato Brasileiro
As estatísticas pelo Campeonato Brasileiro:
|               | Flamengo | Santos |
| ------------- | -------- | ------ |
| Vitórias      | 32       | 29     |
| Empates       | 23       | 23     |
| Partidas      | 84       | 84     |
| Gols marcados | 93       | 95     |
| Total de gols | 188      | 188    |

## Goleadas
Essas são as goleadas aplicadas por cada lado (vitórias a partir de 3 gols de diferença):

### A favor do Flamengo
1. Santos  0 x 5  Flamengo (20 de abril de 1984, Copa Libertadores da América, Morumbi).
2. Flamengo  5 x 1  Santos (9 de abril de 1955, Torneio Rio-São Paulo, Maracanã).
3. Santos  1 x 5  Flamengo (19 de abril de 1961, Torneio Rio-São Paulo, Pacaembu).
4. Santos  0 x 4  Flamengo (28 de agosto de 2021, Campeonato Brasileiro, Vila Belmiro).
5. Santos  0 x 4  Flamengo (5 de março de 1953, Jogo amistoso, Vila Belmiro).
6. Flamengo  4 x 0  Santos (5 de maio de 1957, Torneio Rio-São Paulo, Maracanã).
7. Santos  3 x 6  Flamengo (23 de agosto de 1939, Jogo amistoso, Vila Belmiro).
8. Flamengo  4 x 1  Santos (11 de fevereiro de 1984, Copa Libertadores da América, Maracanã).
9. Flamengo  4 x 1  Santos (12 de fevereiro de 2000, Torneio Rio-São Paulo, Maracanã).
10. Flamengo  4 x 1  Santos (13 de dezembro de 2020, Campeonato Brasileiro, Maracanã).
11. Flamengo  3 x 0  Santos (29 de maio de 1983, Campeonato Brasileiro, Maracanã).
12. Flamengo  3 x 0  Santos (10 de julho de 1993, Torneio Rio-São Paulo, Caio Martins).
13. Flamengo  3 x 0  Santos (23 de setembro de 2000, Campeonato Brasileiro, Maracanã).

### A favor do Santos
1. Flamengo  1 x 7  Santos (11 de março de 1961, Torneio Rio-São Paulo, Maracanã).
2. Santos  6 x 0  Flamengo (4 de julho de 1920, Jogo amistoso, Vila Belmiro).
3. Santos  4 x 0  Flamengo (13 de junho de 1954, Torneio Rio-São Paulo, Vila Belmiro).
4. Flamengo  0 x 4  Santos (21 de junho de 2000, Copa do Brasil, Maracanã).
5. Santos  4 x 0  Flamengo (8 de dezembro de 2019, Campeonato Brasileiro, Vila Belmiro).
6. Santos  4 x 1  Flamengo (9 de fevereiro de 1952, Torneio Rio-São Paulo, Pacaembu).
7. Santos  4 x 1  Flamengo (16 de dezembro de 1964, Campeonato Brasileiro, Pacaembu).
8. Flamengo  1 x 4  Santos (1 de novembro de 1969, Campeonato Brasileiro, Maracanã).
9. Santos  4 x 1  Flamengo (20 de setembro de 1998, Campeonato Brasileiro, Vila Belmiro).
10. Flamengo  0 x 3  Santos (27 de março de 1963, Torneio Rio-São Paulo, Maracanã).
11. Flamengo  0 x 3  Santos (9 de novembro de 1995, Campeonato Brasileiro, Maracanã).
12. Flamengo  0 x 3  Santos (17 de janeiro de 2001, Torneio Rio-São Paulo, Giulite Coutinho).
13. Santos  3 x 0  Flamengo (26 de outubro de 2002, Campeonato Brasileiro, Vila Belmiro).
14. Flamengo  0 x 3  Santos (3 de setembro de 2003, Copa Sul-Americana, Maracanã).
15. Santos  3 x 0  Flamengo (24 de setembro de 2006, Campeonato Brasileiro, Vila Belmiro).
16. Santos  3 x 0  Flamengo (5 de agosto de 2007, Campeonato Brasileiro, Vila Belmiro).

## Confrontos eliminatórios

### Finais
- O Santos venceu o Flamengo na final do Campeonato Brasileiro de 1964.
- O Flamengo venceu o Santos na final do Campeonato Brasileiro de 1983.
- O Santos venceu o Flamengo na final do Torneio Rio-São Paulo de 1997.

### Em competições daCBF
- O Flamengo eliminou o Santos na terceira fase do Campeonato Brasileiro de 1980.
- O Flamengo eliminou o Santos nas quartas de final do Campeonato Brasileiro de 1982.
- O Flamengo eliminou o Santos na segunda fase do Campeonato Brasileiro de 1992.
- O Santos eliminou o Flamengo nas quartas de final da Copa do Brasil de 2000.
- O Flamengo eliminou o Santos nas quartas de final da Copa do Brasil de 2017.

### Em competições daCONMEBOL
- O Santos eliminou o Flamengo na 1ª fase da Copa Sul-Americana de 2004.

## Maiores públicos
1. Flamengo 3 x 0 Santos, 155 523, 29 de maio de 1983, Campeonato Brasileiro, Maracanã.
2. Santos 2 x 1 Flamengo, 119 984, 22 de maio de 1983, Campeonato Brasileiro, Morumbi (114 481 pagantes).
3. Santos 3 x 2 Flamengo, 116 773, 27 de fevereiro de 1983, Campeonato Brasileiro, Morumbi (111 111 pagantes).
4. Flamengo 2 x 0 Santos, 110 079, 18 de maio de 1980, Campeonato Brasileiro, Maracanã.
5. Flamengo 1 x 1 Santos, 94 739, 15 de novembro de 1961, Amistoso, Maracanã.
6. Flamengo 1 x 7 Santos, 90 218, 11 de março de 1961, Torneio Rio-São Paulo, Maracanã (87 868 pagantes).

## Santos 4 x 5 Flamengo (2011)
Santos 4 x 5 Flamengo foi uma partida de futebol realizada em 27 de julho de 2011, válida pela 12ª rodada do Campeonato Brasileiro daquele ano. É considerado por muitos especialistas, torcedores, emissoras, e acompanhantes de futebol como o maior jogo do século 21. Para Gustavo Poli, do GloboEsporte.com, este foi "um jogo para pendurar na parede, emoldurar na galeria mental. Nove gols, uma montanha-russa emotiva, lances que grudaram de imediato na retina, micos, graça, técnica, espetáculo. Se futebol fosse apenas show, poderia ser sempre assim, como esse Santos x Flamengo".